# Râul Cracu, Straja
Râul Cracu este un curs de apă, afluent al râului Straja. 